# Une femme à poigne
Pour plus de détails, voir Fiche technique et Distribution.
Une femme à poigne (The Lady from Cheyenne) est un film américain réalisé par Frank Lloyd, sorti en 1941.

## Fiche technique
- Titre français : Une femme à poigne
- Titre original : The Lady from Cheyenne
- Réalisation : Frank Lloyd
- Scénario : Warren Duff (en) et Kathryn Scola d'après une histoire de Jonathan Finn et Theresa Oaks
- Direction artistique : Jack Otterson (en)
- Décorateur de plateau : Russell A. Gausman
- Costumes : Vera West
- Photographie : Milton R. Krasner
- Montage : Edward Curtiss
- Musique : Frank Skinner
- Production : Frank Lloyd et Jack H. Skirball producteur associé
- Société de production : Universal Pictures et Frank Lloyd Productions
- Société de distribution : Universal Pictures
- Pays de production :  États-Unis
- Langue originale : anglais
- Format : noir et blanc – 35 mm – 1,37:1 – mono (Western Electric Mirrophonic Recording)
- Genre : Western
- Durée : 88 minutes
- Date de sortie :
  - États-Unis : 11 avril 1941

## Distribution
- Loretta Young : Annie Morgan
- Robert Preston : Steve Lewis
- Edward Arnold : James 'Jim' Cork
- Frank Craven : Hank Foreman
- Gladys George : Elsie
- Jessie Ralph : Mme McGuinness
- Stanley Fields : Jerry Stover
- Willie Best : George
- Samuel S. Hinds : Gouverneur Howard
- Spencer Charters : Dr McGuinness
- Clare Verdera : Mme Matthews
- Al Bridge (en) : M. Matthews
- Charles Williams : Greffier
- Erville Alderson : Ike Fairchild
- Emmett Vogan : Stanton